# Pistolet maszynowy Mauser M 57
Mauser M 57 — niemiecki pistolet maszynowy kaliber 9 mm.

## Historia
W 1951 roku firma Erma w Dachau w Niemczech uruchomiła ponownie produkcję uzbrojenia. Jeszcze w tym roku opracowano model 9 mm pistoletu maszynowego Erma 56. Następnie pistolet ten w wersji prototypowej przekazano firmie Mauser-Werke, która na jego bazie opracowała 9 mm pistolet maszynowy Mauser Model 57,
Pistolet maszynowy Mauser M-57 nie został przyjęty oficjalnie do uzbrojenia żadnej armii na świecie.

## Konstrukcja
Pistolet maszynowy M-57 jest bronią samoczynno-samopowtarzalną, działającą na zasadzie odrzutu swobodnego zamka. Został wyposażony w składany uchwyt przedni oraz składaną kolbę – wykonaną z pręta. Zasilany jest z magazynka, umieszczonego w chwycie tylnym, mającego pojemność 32 nabojów.
Pistolet jest przystosowany do strzelania nabojami pistoletowymi 9 × 19 mm Parabellum. Długość broni ze złożoną kolbą wynosi 430 mm.